# National CF-3000
National CF-3000 (CF-3000) је био кућни рачунар фирме NATIONAL који је почео да се производи у Јапану од 1984. године.
Користио је Zilog Z80A као микропроцесор. RAM меморија рачунара је имала капацитет од 64 KB (28815 бајтова слободно). 
Као оперативни систем кориштен је MSX DOS.

## Детаљни подаци
Детаљнији подаци о рачунару CF-3000 су дати у табели испод.
|                       | |
| [ 1 ]                 | |
| Произвођач            | |
| Тип                   | кућни рачунар |
| Меморија              | 64 (28815 бајтова слободно)                                                                                      |
| Поријекло             | Јапан |
| Година                | 1984 |
| Тастатура             | тастатура са пуним помаком тастера са 5 функцијских тастера, нумеричка тастатура и 4 тастера смјера. 89 тастера. |
| Процесор              | |
| Фреквенција процесора | 3,58 |
| RAM                   | 64 (28815 бајтова слободно)                                                                                      |
| ROM                   | 32 BASIC/BIOS (MSX BASIC V1.0)                                                                                   |
| Текст                 | мод 0: 40 x 24                                                                                                   |
| Графика               | мод 2: 256 x 192 са 16 боја (Hires мод)                                                                          |
| Боја                  | 16 |
| Звук                  | General Instruments AY-3-8910 програмибилни генератор звука                                                      |
| Димензије             | 436 x 245 x 90 / approximately 3,6                                                                               |
| Портови               | |
| Оперативни систем     | |